# Ізабелла Рагонезе
Ізабе́лла Рагоне́зе (італ. Isabella Ragonese, нар. 19 травня 1981, Палермо, Сицилія, Італія) — італійська акторка, найбільш відомі фільми в яких вона знімалась «Перше призначення», «Наше життя», «Морська фіалка», «Додатковий день».